# Alga geniculada

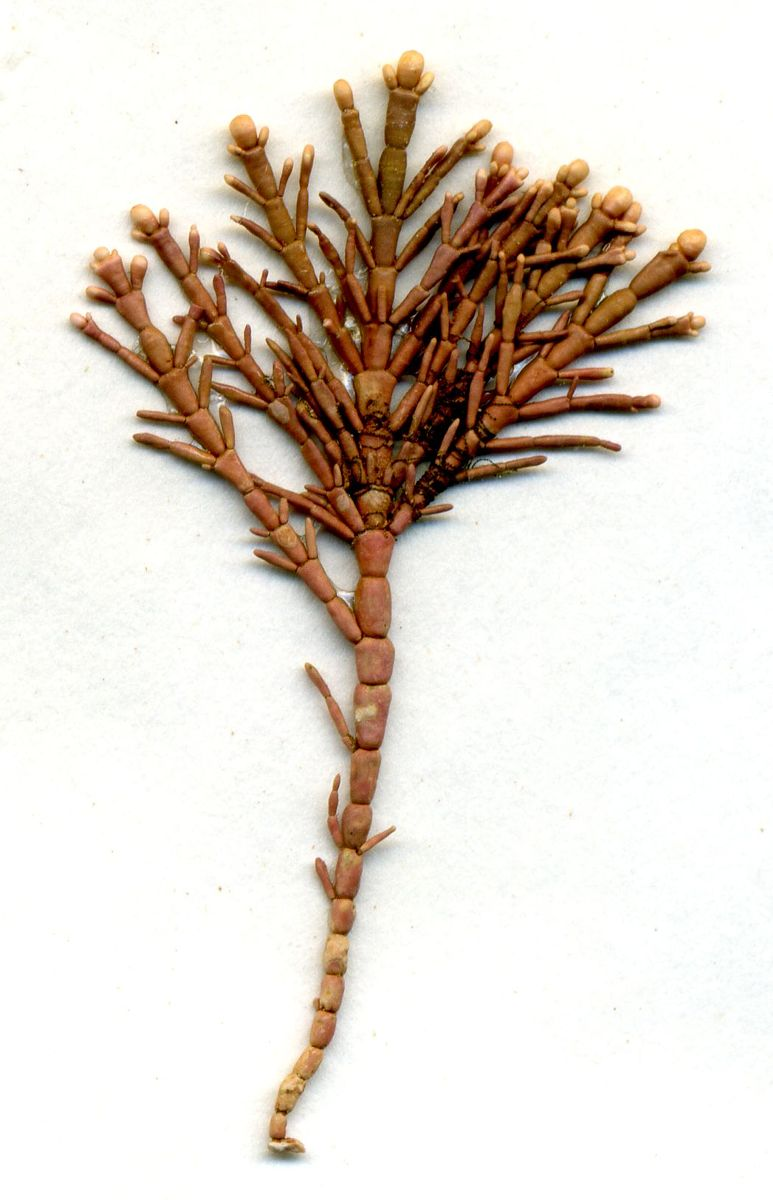
Corallina officinalis, uma alga vermelha geniculada (os genículos aparacem como entalhes na estrutura das frondes).

Geniculada é uma alga (em geral pertencente às algas vermelhas) cujo hábito se caracteriza pela existências de frondes calcificadas que formam uma estrutura ramificada, semelhante a uma minúscula árvore, com áreas não calcificadas, os genículos, que permitem algumas flexibilidade à estrutura.

## Descrição
As algas geniculadas formam estruturas ramificadas, com frondes interligadas que formam uma estrutura que se une a um rizoide que as liga ao substrato. As frondes são articuladas através de genículos não calcificados, que servem como joelhos ou dobradiças entre os intergenículos calcificados.
A forma geniculada ou não geniculada de algas vermelhas foi usada como base para vários sistemas de classificação de base morfológica. No entanto, qualquer uma das formas resultou de fenómenos de evolução convergente, tendo ocorrido independentemente por diversas vezes. Os genículos por vezes contêm lignina.
A estrutura geniculada nestas algas provavelmente evoluiu independentemente por pelo menos três vezes, evidenciado pelos três modos diferentes da sua formação.